# Kernwapen

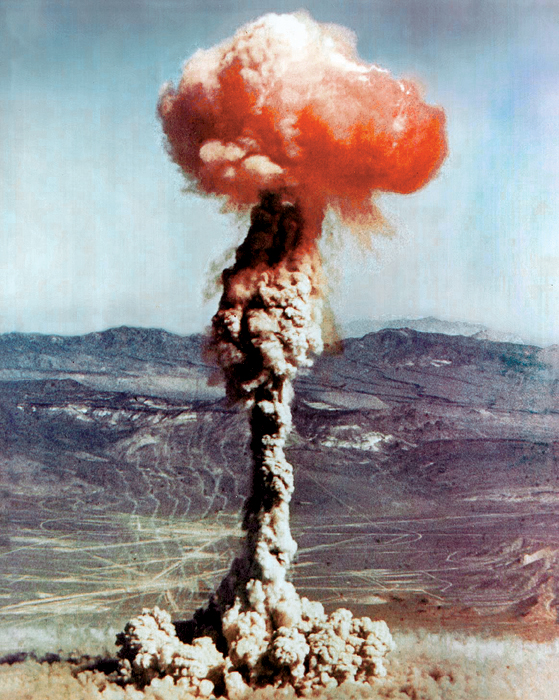
Karakteristieke paddenstoelwolk na explosie van een atoombom

Een kernwapen (ook wel kernbom, atoombom of atoomwapen) is een type wapen dat gebruikmaakt van de energie die is opgeslagen in atoomkernen om een ontploffing te veroorzaken, in tegenstelling tot conventionele explosieven, die ontploffen door chemische reacties, waarbij de atoomkernen onveranderd blijven. Een kernkop is het eigenlijke kernwapen in een kernraket. De term kernbom wordt soms gereserveerd voor overige kernwapens, zoals die welke bedoeld zijn om door een bommenwerper (waaronder een daartoe uitgerust jachtvliegtuig) te worden afgeworpen, en voor kernexplosieven die als proef worden gedetoneerd, maar niet direct geschikt zijn als wapen. De termen met "atoom" gelden als minder toepasselijk en min of meer verouderd, en worden daarom vaak alleen in een historische context gebruikt, en/of, daarmee samenhangend, alleen voor pure kernsplijtwapens.
Hoewel alle kernwapens gebaseerd zijn op het in korte tijd ontketenen van kernreacties, is er een aantal soorten te onderscheiden.
Er wordt een onderscheid gemaakt naar werkingsmechanisme tussen kernwapens die uitsluitend gebruikmaken van kernsplijting in een nucleaire kettingreactie (met uranium of plutonium, ook wel A-bom genoemd) en kernwapens die ook gebruikmaken van kernfusie (waterstofbom, H-bom of thermonucleair wapen genoemd).
Naar soort van voorziene inzet kan men onderscheid maken tussen een strategisch kernwapen en een tactisch kernwapen. Strategische kernwapens zijn ontworpen voor inzet op verafgelegen strategische doelen. Zij worden bij het doel gebracht met een intercontinentale raket (vanuit een strategische raket-onderzeeboot, uit een raketsilo of een mobiele installatie op het land) of een bommenwerper. Tactische kernwapens zijn bedoeld voor gebruik op het slagveld, en kunnen gebruikt worden in bijvoorbeeld een dieptebom, raket (waaronder kruisvluchtwapen), artillerie, landmijn, of torpedo.
Volgens het rapport van 11 juli 2023 van het Stockholm International Peace Research Institute (SIPRI) zijn er negen staten met kernwapens: Rusland, de Verenigde Staten, het Verenigd Koninkrijk, Frankrijk, China, India, Pakistan, Israël en Noord-Korea. Samen bezaten zij er begin 2023 naar schatting 12.512.

## Typen

### Kernsplijtwapen
Bij een kernsplijtwapen is de gebruikte splijtstof verrijkt uranium of plutonium. Deze bevat een subkritische configuratie van splijtstof die bij detonatie "geassembleerd" wordt tot een superkritische massa, zodat deze explodeert. Deze "assemblage" bestaat uit het bij elkaar brengen van gedeelten (kanonmethode) of de verhoging van de dichtheid door samenpersing (implosiemethode).
Naargelang de splijtstof en de wijze van het superkritisch maken daarvan zijn er drie typen kernsplijtwapen:
- uraniumbom met kanonmethode
- uraniumbom met implosiemethode
- plutoniumbom (met altijd de implosiemethode)

#### Splijtstof
In een uraniumbom is de werkzame splijtstof uranium-235. Na reactie van een atoomkern van deze isotoop met een vrij neutron ontstaat 236U, dat direct uiteenvalt, waarbij, naast een grote hoeveelheid energie, ook enige neutronen vrijkomen, die weer kunnen reageren met andere 235U-kernen. Benodigd is hoogverrijkt uranium, dat wil zeggen, uranium waarin de isotoop U-235 in veel grotere hoeveelheden voorkomt dan in natuurlijk uranium.
Een van de mogelijke reacties is
{\displaystyle {}_{\ 92}^{235}{\textrm {U}}\ +\ {}_{0}^{1}{\textrm {n}}\to \ {}_{\ 92}^{236}{\textrm {U}}\to \ {}_{38}^{94}{\textrm {Sr}}\ +\ {}_{\ 54}^{140}{\textrm {Xe}}\ +\ 2\ {}_{0}^{1}{\textrm {n}}}
Ook andere splijtingsproducten zijn mogelijk; gemiddeld komen ca. 2,5 neutronen per reactie vrij. De eindprodukten van bovenstaande reactie wegen 3,292932594 · 10-28 kg minder dan het isotoop en neutron aan het begin van de nucleaire reactie.

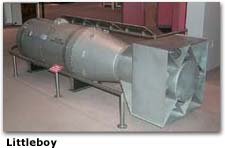
Model van de bom "Little Boy" die op Hiroshima is geworpen

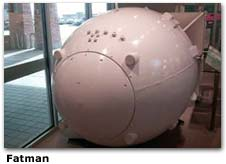
Model van de bom "Fat Man" die op Nagasaki is geworpen

In een plutoniumbom gebruikt men sommige isotopen van het element plutonium, dat verkregen wordt door in een kernreactor een andere natuurlijke uraniumisotoop 238U aan neutronen bloot te stellen.

#### Superkritisch maken van de splijtstof
Het superkritisch maken van de splijtstof kan op twee manieren. De ene manier is de kanonmethode: het inschieten van een subkritische hoeveelheid splijtstof in een andere subkritische hoeveelheid. Deze methode is alleen mogelijk met uranium. Bij plutonium zou de kettingreactie namelijk te vroeg op gang komen en daardoor uiteindelijk veel minder krachtig zijn (predetonatie, fizzle), namelijk zodra het afgeschoten gedeelte voldoende dicht bij het doel is om samen een kritische massa te vormen. Dit komt doordat in plutonium meer spontane kernsplijtingen voorkomen, die het proces starten.
De andere methode is de implosie: een subkritische massa wordt door een conventionele explosie van explosief materiaal dat om die massa heen is geplaatst sterk samengedrukt waardoor het neutronenrendement toeneemt en de massa superkritisch wordt. Door het aanbrengen van een neutronenreflector om de bom heen (eventueel ook dienend om de bom langer bij elkaar te houden) wordt de kritische massa extra verlaagd zodat minder splijtstof nodig is, of de bom krachtiger wordt. De efficiëntie en het succes van de reactie hangen in dit type bom in hoge mate af van de gelijkmatigheid waarmee de conventionele comprimerende ontploffing plaatsvindt. Hiervoor is een groot aantal zeer nauwkeurige elektrische detonatoren met exact gelijke en bekende vertragingstijden nodig en springstoffen van nauwkeurig bepaalde vorm en explosieve eigenschappen. Zie ook de beschrijving bij Fat Man.
Als eerste trap van een meertrapswapen (zie onder) is en wordt alleen de implosiemethode toegepast. Technologisch geavanceerde staten gebruiken ook als ze eventueel (nog) pure kernsplijtwapens hebben, voor zover bekend alleen (nog) de implosiemethode.

#### Verloop van de explosie
De snelheid van de vrijgekomen neutronen is in de orde van grootte van 10.000 km/s, en de af te leggen afstand tot een nieuwe kernreactie wordt veroorzaakt in de orde van grootte van 10 cm. Een "generatie" duurt dus ongeveer 10 ns (10 nanoseconde, ook een shake genoemd), en binnen 1 μs (1 microseconde, 100 shakes) stopt de kettingreactie. Het aantal kernreacties stijgt in het begin van deze microseconde exponentieel, maar de configuratie van de splijtstof verandert door de vrijgekomen energie zeer snel door smelten en verdampen van de splijtstof en zijn omhulling, waardoor de reactie stopt. De efficiëntie van het kernwapen kan worden uitgedrukt als percentage van de aanwezige splijtbare kernen dat ook daadwerkelijk splijt. Bij een extreem efficiënt kernwapen zouden de kernreacties pas wezenlijk afgeremd worden door het opraken van de splijtstof. Bij een fizzle (mislukte kernexplosie) stoppen de kernreacties al als maar een zeer klein deel van de splijtstof gespleten is. Bij een realistisch kernsplijtwapen is de efficiëntie maximaal 20 tot 40%.
Het zo hoog mogelijk maken van de efficiëntie en daarmee gerelateerd het zo lang mogelijk bij elkaar houden van de splijtstof in superkritische toestand is een van de belangrijkste technische problemen bij het ontwerp van een kernsplijtwapen. De eerste kernsplijtwapens hadden een rendement van slechts 2%. Door inzet van beryllium als neutronenreflector en door het inspuiten van een paar gram deuterium of tritium in het te splijten materiaal (bij de zo geïnduceerde kernfusie komen ook geschikte neutronen vrij) wordt in modernere kernsplijtwapens (meestal als eerste trap van een meertrapswapen, zie hieronder) een veel hoger rendement (in de orde van 20%) gehaald, wat bij een meertrapswapen niet zozeer nuttig is voor het in absolute zin vergroten van de explosieve kracht (want daarvoor is er de tweede trap), maar meer omdat er dan minder splijtstof nodig is voor het in werking stellen van de tweede trap.

### Boostedkernsplijtwapen
Een boosted kernsplijtwapen (boosted fission weapon) is een tussenvorm tussen een kernsplijtwapen en een kernfusiewapen. Er vindt wel kernfusie plaats, met behulp van deuterium en tritium, maar niet in een kettingreactie. De kernfusie levert (naast een relatief zeer beperkte hoeveelheid extra energie uit de kernfusie zelf) wel extra neutronen die ervoor zorgen dat een groter deel van het kernsplijtingsmateriaal daadwerkelijk splijt. Ook de eerste trap van een meertrapswapen is vaak boosted.

### Kernfusiewapen
De details van het ontwerp van kernfusiewapens zijn militair geheim, maar de grote lijn is voor zover bekend als volgt.
In een thermonucleair wapen (waterstofbom) zijn er dicht bij elkaar in een gemeenschappelijke omhulling een eerste trap en een aparte capsule met de tweede trap. De eerste trap is een (vaak boosted) kernsplijtbom. De gemeenschappelijke omhulling en de buitenkant van de tweede trap, beide van een element met een hoog atoomnummer, laten geen röntgenstraling door. De ruimte tussen de gemeenschappelijke omhulling en de eerste en tweede trap is gevuld met een speciaal, mysterieus licht materiaal dat in ieder geval röntgenstraling goed doorlaat. Dit tussentrapsmateriaal wordt wel aangeduid met de codenaam Fogbank.
Door de zeer hoge temperatuur produceert de eerste trap bij detonatie als warmtestraling intense röntgenstraling. De gemeenschappelijke omhulling zorgt voor een soort reflectie van de röntgenstraling, in die zin dat deze zeer heet wordt en zelf inwaarts röntgenstraling als warmtestraling gaat uitzenden. Alle röntgenstraling zorgt voor intense verhitting vanaf de buitenkant van de tweede trap, die zorgt voor implosie daarvan. Dit wordt stralingsimplosie genoemd, maar de grootste kracht is niet direct de kracht van de straling, maar de kracht van het uiteenvallen van de omhulling van de tweede trap, een soort explosie van die omhulling, met als inwaartse kracht mede de reactiekracht van de uitwaartse kracht.
In de tweede trap vindt kernfusie plaats, van waterstofisotopen zoals deuterium (2H) en tritium (3H) tot zwaardere elementen, maar is ook nog een spark plug van splijtstof.
Onderscheiden worden een splijting-fusiewapen en een splijting-fusie-splijtingwapen. In het laatste geval veroorzaakt de kernfusie op zijn beurt ook weer veel kernsplijting, van aan de bom toegevoegd natuurlijk of verarmd uranium; dit geeft veel extra radioactiviteit. Nog een variant is een splijting-fusie-fusiewapen, met drie aparte trappen (theoretisch kunnen er ook nog meer zijn).
De kernfusie in een waterstofbom is niet hetzelfde proces dat de zon doet stralen: daar wordt het gewone protium (1H) gefuseerd in de proton-protoncyclus. Dat proces is te traag voor een bom. De exacte configuratie van een waterstofbom is nog steeds geheim, hoewel op grond van in de loop der decennia uitgelekte gegevens inmiddels tamelijk goed bekend is hoe een dergelijke bom in elkaar zit (het Teller-Ulam-ontwerp).
Een neutronenbom is een splijting-fusiewapen dat vooral veel neutronenstraling genereert, en relatief weinig explosieve kracht heeft.

### Kernwapens met instelbare explosieve kracht
Bij moderne thermonucleaire wapens kan de explosieve kracht vaak kort voor gebruik tussen een minimum en een maximum ingesteld worden. Een van de mogelijkheden om de explosieve kracht te beperken kan daarbij zijn het buiten werking stellen van het fusiestadium, waardoor het effectief een kernsplijtwapen wordt. De explosieve kracht daarvan kan ook beperkt worden, onder meer door het bovengenoemde boosten buiten werking te stellen.

### Saltedkernwapen
Een salted kernwapen, waaronder een kobaltbom, is een hypothetisch een- of meertraps kernwapen dat ontworpen is om jarenlang veel radioactiviteit te veroorzaken in het getroffen gebied of zelfs wereldwijd. Een kobaltbom zou bijvoorbeeld een omhulling van kobalt-59 hebben dat door de neutronen wordt omgezet in kobalt-60 met een halfwaardetijd van ruim 5 jaar (lang genoeg voor jarenlange radioactiviteit, en kort genoeg voor een hoge intensiteit).

## Effecten
De explosie van een kernwapen heeft onmiddellijke gevolgen: de hittestraling (ongeveer 4000 °C) die gebouwen in brand zet, en bij mensen brandwonden veroorzaakt of hen soms zelfs volledig laat verdampen in enkele seconden; het ontstaan van een luchtdrukgolf, krachtiger en langduriger dan van een gewone bom; en de neutronen- en gammastraling, die op organismen, waaronder de mens, een dodelijk effect kunnen hebben, afhankelijk van de opgelopen dosis na een termijn van minuten tot weken. Een kernexplosie veroorzaakt een elektromagnetische puls, die op het menselijk lichaam geen uitwerking heeft, maar tot op grote afstand van de ontploffing alle elektrische apparatuur doet uitvallen. Op wat langere termijn (uren tot dagen) veroorzaakt een bovengrondse kernexplosie ook een fall-out die tot op grote afstand van de explosie de omgeving radioactief maakt. De straling (zowel direct als indirect) zorgt ook als de ontvangen dosis niet dodelijk was in de loop van jaren en tientallen jaren na de blootstelling voor een verhoogde kans op kanker of afwijkingen in het nageslacht.
De radioactiviteit op de plaats van de ontploffing neemt zeer snel af. Wanneer een kernwapen in de lucht is ontploft zal de omgeving al snel weer "schoon" zijn. Het kostte de Amerikanen enige dagen na de ontploffingen in Hiroshima moeite om nog verhoogde radioactiviteit op de grond te meten. De gevolgen van de fall-out, in het ernstigste geval binden radioactieve deeltjes van de bom zich aan stof uit de grond, zijn bijzonder gevaarlijk maar ook deze effecten nemen snel af.
De schade veroorzaakt door een kernexplosie hangt in grote mate af van de sterkte van het wapen en de hoogte waarop het wapen ontploft. Een kernwapen wordt vaak aan een parachute afgeworpen om te garanderen dat de bom op de juiste hoogte ontploft. Ook reflectie van de schokgolf door heuvels heeft een groot effect op de schade aan bebouwing.

### De kracht van kernwapens
De "kracht" van een kernbom (natuurkundig geen kracht maar de energie-opbrengst; in het Engels yield) wordt uitgedrukt in TNT-equivalent (ongeveer de massa van de springstof TNT die nodig zou zijn om een even grote energie te laten vrijkomen). De bom die boven Hiroshima werd afgeworpen had een energie-opbrengst van 15 kiloton TNT-equivalent.
Later werden kernwapens met een veel grotere energie-opbrengst ontwikkeld. Hiervoor wordt de megaton gebruikt om deze aan te duiden. De zwaarste bom die ooit werd getest, de Tsar Bomba, had een energie-opbrengst van 50 megaton, dus 50 000 000 ton TNT (dus 50 000 000 000 kilogram), door een loden schil, in plaats van de originele uraniumschil, die de explosieve kracht dempte (en de fall-out verminderde). De geschatte potentiële energie-opbrengst van de Tsar Bomba bedroeg 100 megaton.
Bij een kernsplijtwapen komt ruim 80% van de energie vrij in de vorm van kinetische energie van de splijtingsproducten, een kleine 15% in de vorm van neutronen, bètastraling (door radioactief verval van splijtingsproducten in de loop van de tijd) en gammastraling (direct, en door radioactief verval van splijtingsproducten in de loop van de tijd), en 5% in de vorm van neutrino's (die nauwelijks interactie hebben met andere materie, hun effect is vooral dat de overige percentages samen minder dan 100% zijn).
De explosieve kracht in de zin van de intensiteit van de drukgolf is niet zonder meer evenredig met deze energie, en is bijvoorbeeld bij een neutronenbom kleiner.

## Geschiedenis

### Ontwikkeling

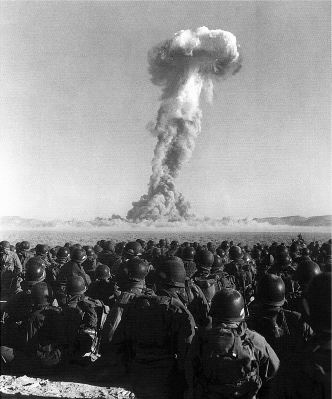
Test van een atoombom in de VS, 1951

De eerste kernsplijtingsbommen werden gemaakt in de Verenigde Staten, waar in 1942 een project (het Manhattanproject) was gestart om een atoombom te ontwikkelen en om voldoende splijtbaar materiaal te produceren voor een bom.
Het Los Alamos-laboratorium, of Project Y, werd begin 1943 voor slechts één doel opgezet: een atoombom ontwerpen en bouwen. Amerikaanse wetenschappers haastten zich om de kracht van het atoom te ontsluiten. Er werd gevreesd dat ook nazi-Duitsland aan een kernbom werkte. Dit was inderdaad zo, maar hun project is, hoewel er aanzetten toe waren gedaan, nooit goed van de grond gekomen.
De eerste testontploffing (met de Trinity, een plutoniumbom) vond op 16 juli 1945 om 5:29:45 plaats in de woestijn van New Mexico. De explosieve kracht bedroeg 20 tot 22 kiloton. In het team dat de bom ontwierp werkten de allerbeste wetenschappers, onder wie veel die ook bij een groter publiek bekend raakten, zoals Robert Oppenheimer, Richard Feynman, John von Neumann, Murray Gell-Mann en Edward Teller. Behalve deze kern van geniale wis- en natuurkundigen was het Manhattanproject ook een enorme industriële onderneming; de benodigde opwerkingsfabrieken en de investeringen daarvoor waren kolossaal.
In het Verenigd Koninkrijk, Nazi-Duitsland, Rusland, Frankrijk en Japan werd na 1938 onderzoek gedaan naar kernenergie en kernwapens. Geen van deze landen heeft het onderzoek van de Verenigde Staten kunnen bijbenen. Nederland verzamelde al voor de oorlog uranium voor onderzoek, voornamelijk omdat alle landen uranium tot "strategisch materiaal" verklaarden en de in- en uitvoer streng gingen controleren. De Nederlandse uraniumvoorraad werd tijdens de oorlog voor de bezetter verborgen gehouden.

### Gebruik

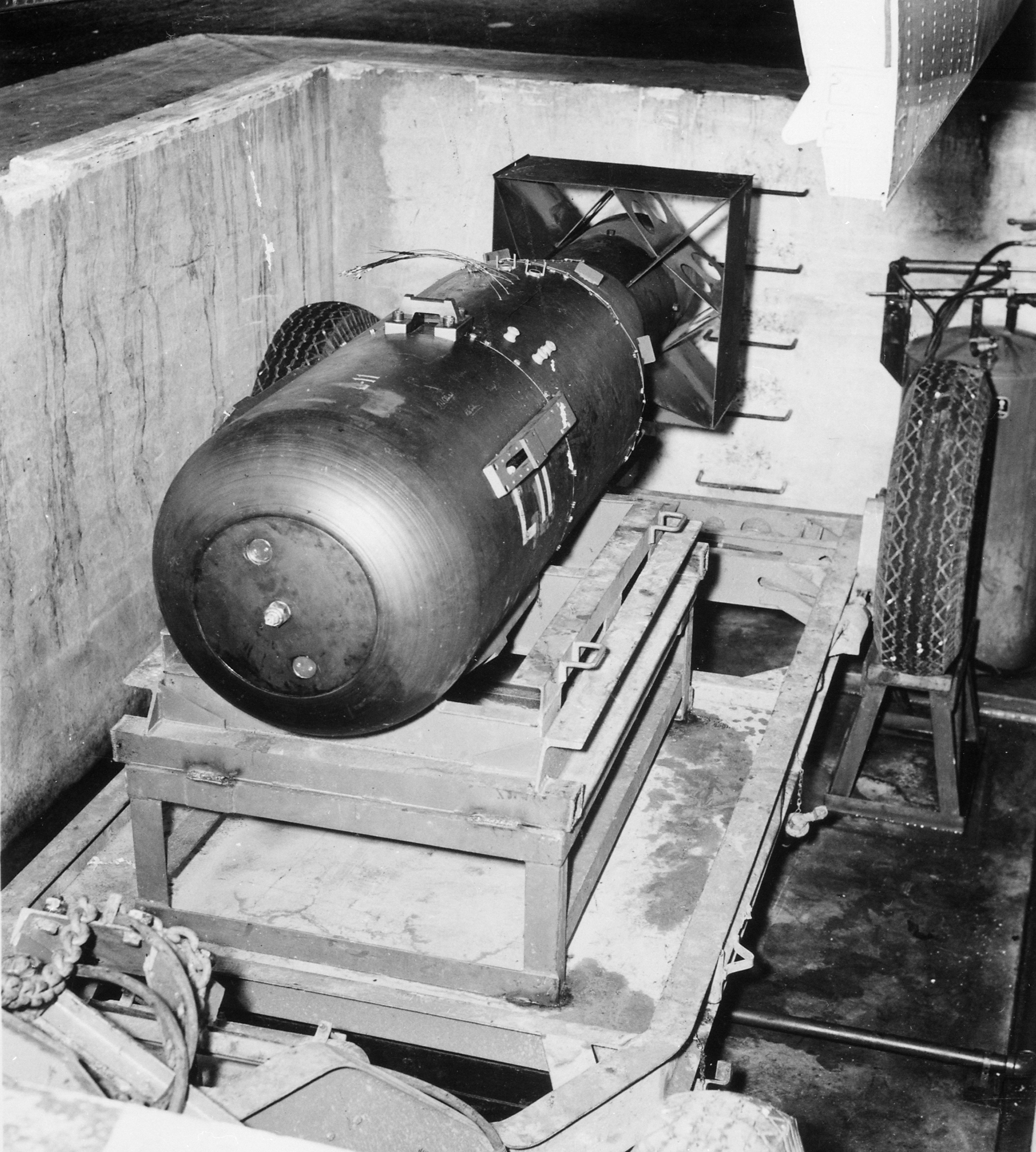
Little Boy

Er is twee keer een kernwapen daadwerkelijk in een oorlog gebruikt, beide tijdens de Tweede Wereldoorlog, in 1945, door de Verenigde Staten tegen Japan. Gezien de toenmalige stand van de techniek waren het beide pure kernsplijtwapens en werden ze beide afgeworpen met een bommenwerper. Wel werd toen al in beide een verschillende splijtstof gebruikt en een verschillende methode van superkritisch maken daarvan.
Het eerste, Little Boy, was een uraniumbom met kanonmethode; deze methode was wegens gebrek aan uranium, en wegens het vertrouwen dat de bom zou werken, nooit getest. De bom werd door de Verenigde Staten op 6 augustus 1945 boven de Japanse stad Hiroshima tot ontploffing gebracht. Het vliegtuig waarmee de bom naar Hiroshima werd gevlogen heette Enola Gay. De bom had een explosieve kracht die equivalent was aan ongeveer 15 kiloton TNT en maakte 78.000 directe slachtoffers. Door de na-effecten als gevolg van de ioniserende straling liep het dodental uiteindelijk op tot ongeveer 140.000 eind 1945.
Op 9 augustus 1945 werd Nagasaki aangevallen met een plutoniumbom: Fat Man.
De explosieve kracht van deze tweede bom was groter (21 kiloton). Er vielen 27.000 directe doden. Dat waren er minder dan bij de eerste bom, doordat de bom wegens te veel bewolking niet boven het oorspronkelijk geplande punt was afgeworpen. Het dodental in deze stad liep uiteindelijk op tot zeker 70.000 eind 1945.
Bij beide explosies kwam ook een grote hoeveelheid radioactiviteit vrij, die nog tot lang na de Tweede Wereldoorlog stralingsziekten veroorzaakte, waardoor vele doden zijn gevallen.
Volgens opgave van de Japanse autoriteiten, die ook de slachtoffers registreerden die jaren later vielen door bijvoorbeeld kanker als gevolg van straling, kostten de bommen in totaal ruim 240.000 mensen het leven.

#### Vreedzaam gebruik
In de jaren 50, 60 en 70 zijn er plannen geweest kernexplosies te gebruiken voor niet-militaire doeleinden, zoals het graven van kanalen, het opblazen van rotsen enz. Vanwege de grote hoeveelheid ioniserende straling die bij een kernexplosie vrijkomt wordt dit tegenwoordig niet meer waarschijnlijk geacht.

### Verdere ontwikkeling en kernproeven
Er zijn, vooral in de jaren 60 en 70, nog ruim 2000 kernproeven gedaan.
In 1951 was de Greenhouse Item de eerste boosted kernsplijtbom. De energie-opbrengst van 45 kT was het dubbele van wat deze naar schatting zonder boosting zou zijn geweest.
De waterstofbom heeft een nog veel grotere vernietigende kracht. Bovendien komt bij de ontploffing van een kernwapen veel radioactiviteit vrij in de vorm van directe ioniserende straling, maar ook in de vorm van langlevende isotopen die zeer schadelijk voor de gezondheid zijn. Dit zijn de redenen dat de beide supermogendheden, de Verenigde Staten en de Sovjet-Unie, bij de wapenwedloop tijdens de Koude Oorlog wel veel kernwapens produceerden, maar afzagen van het voeren van een directe oorlog. Dit noemt men de afschrikkende werking van kernwapens (in het Engels: mutually assured destruction). Volgens voorstanders van kernwapens is door deze dreiging het gevaar van een grote oorlog sterk verminderd. Anderen vrezen echter dat er ooit een kernoorlog uitbreekt, met de vernietiging van de mensheid tot gevolg.
Er zijn ook mensen die beweren dat kernwapens technisch niet uitvoerbaar zijn en dat de twee atoombommen op Japan een leugen zijn. In Nederland is de ingenieur Willibrordus van der Weide hiervan een voorbeeld.

## Vuile bom (dirty bomb)
Een vuile bom (Engels: dirty bomb) is een wapen dat voor zijn explosie niet van kernsplitsing of -fusie gebruikmaakt, maar met behulp van een conventioneel explosief een hoeveelheid radioactief materiaal verspreidt; strikt genomen wordt hier dan niet over een kernwapen gesproken maar over een radiologisch wapen. Omdat een vuile bom veel eenvoudiger te construeren is dan een echt kernwapen wordt vooral van dit wapen gevreesd dat het door terroristen gebruikt zou kunnen worden.

## Zie ook

Deze korte animatie van de US army uit 1944 werd nooit uitgebracht omdat het een geheim wapen vertoonde met te veel overeenkomsten met de atoombom

## Verdragen
| Jaar | Verdrag                                 | Inhoud |
| ---- | --------------------------------------- | --- |
| 1963 | Gedeeltelijk kernproefstopverdrag       | Verbiedt kernproeven in de atmosfeer, de ruimte en onder water. Nooit getekend door onder meer Frankrijk, China en Noord-Korea.                                                        |
| 1967 | Ruimteverdrag                           | Verbiedt onder meer het plaatsen van kernwapens in de ruimte. |
| 1968 | Non-proliferatieverdrag                 | Beperking van kernwapens tot de staten die ze al hebben: de Verenigde Staten, Sovjet-Unie, Verenigd Koninkrijk, China en Frankrijk. Geen overdracht van technologie aan andere landen. |
| 1972 | ABM-verdrag                             | Verdrag tussen de Verenigde Staten en de Sovjet-Unie over de beperking van het gebruik van antiballistische raketten. Op 13 juni 2002 stapte de VS uit het verdrag.                    |
| 1974 | Threshold Test Ban Treaty               | Verdrag tussen de Verenigde Staten en de Sovjet-Unie over ondergrondse kernproeven boven 150 kiloton.                                                                                  |
| 1985 | Verdrag van Rarotonga                   | Oceanië en Australië zijn en blijven kernwapenvrij gebied. |
| 1987 | INF-verdrag                             | De Verenigde Staten en de Sovjet-Unie spreken af dat nucleaire en conventionele raketten en kruisvluchtwapens met een bereik van 500 tot 5500 kilometer vernietigd moeten worden.      |
| 1996 | Kernstopverdrag                         | Verbiedt alle kernexplosies. |
| 2002 | Verdrag van Moskou                      | De Verenigde Staten en Rusland leggen hun kernwapenarsenaal aan banden. |
| 2021 | Verdrag inzake het verbod op kernwapens | Verbiedt ontwikkeling, bezit en gebruik van kernwapens voor landen die het verdrag hebben ondertekend. Geen van de kernmachten hebben het verdag ondertekend.                          |